# Sportovec roku 1978
Sportovec roku 1978 byl dvacátý ročník ankety sportovních novinářů o nejlepšího sportovce Československa. Vítězem se stal dráhový cyklista Anton Tkáč, který se toho roku stal mistrem světa. Poprvé od roku 1969 byl vyhlášen vítěz i v kategorii družstev. Stal se jím motocyklový Trophy team z Šestidenní. V kategorii družstev byl zveřejněn jen vítěz, bez dalšího pořadí.

## První desítka jednotlivci
1. Anton Tkáč (cyklistika)
2. Karel Kolář (atletika)
3. Jan a Jindřich Pospíšilové (kolová)
4. Ivan Tuček (letecká akrobacie)
5. Vladimír Vačkář – Miroslav Vymazal (cyklistika)
6. Katarina Ráczová-Lokšová (šerm)
7. Jarmila Nygrýnová (atletika)
8. Helena Fibingerová (atletika)
9. Karel Neffe – Karel Mejta, kormidelník Jiří Pták (veslování)
10. Karel Prohl (vzpírání)

## Družstva
1. motocyklový Trophy team z Šestidenní